# Џулијана Маргулис
Џулијана Маргулис (енгл. Julianna Margulies; Спринг Вали (Њујорк) 8. јун 1966) је америчка глумица.
За главну улогу Керол Хатавеј у NBC медицинској драмској серији Ургентни центар (1994–2009), добила је награду Еми и шест награда Удружења филмских глумаца, као и четири номинације за награду Златни Глобус. Од 2009. године играла је улогу Алисије Флорик у CBS правној драмској серији Добра жена (2009–2016), за коју је  добила похвале критике, освојивши још две Еми награде, две награде Удружења филмских глумаца, награду Златни глобус и награду Удружења телевизијских критичара.
Добила је звезду на Холивудској стази славних, а часопис Time је 2015. године прогласио једном од 100 најутицајнијих људи на свету.

## Биографија
Џулијана Маргулис је рођена у Спринг Вали (Њујорк), као најмлађа од три ћерке. Њена мајка Франческа била је балетска играчица и учитељица еуритмије. Њен отац Пол Маргулис је био писац, филозоф и извршни директор оглашавања на Медисон авенији. Њени родитељи су Јевреји, потомци ашкенаских јеврејских имиграната из Аустрије, Мађарске, Румуније и Русије. Развели су се када је она имала годину дана.
У својим мемоарима, Џулијана је писала и о свом тешком, номадском детињству. Она је из Њујорка, али се са мајком селила у различите земље и државе током своје младости, укључујући Сасекс у Енглеској и Париз у Француској. Као резултат тога, француски је био њен први језик. Од тада је изгубила способност да га течно говори.
Похађала је многе различите школе, укључујући Green Meadow Waldorf School и High Mowing School.
Дипломирала је историју уметности и енглески језик на колеџу Сара Лоренс, где се појавила у неколико представа у кампусу. На колеџу Сара Лавренс, студенти бирају три области фокуса за рад на курсу. Џулијана Маргулис се фокусирала на историју уметности, енглески и позориште. Првобитно је уписала факултет са циљем да постане правница, као њена бака, или психолог, али се заљубила у глумачки занат.

## Каријера
Дебитовала у акционом филму Стивена Сигала У потрази за правдом (1991), глумећи проститутку. Године 1994, Маргулис је добила улогу Керол Хатавеј, медицинске сестре хитне помоћи која покушава да се убије, у пилот епизоди медицинске драме Ургентни центар. Њен лик је првобитно требало да умре, међутим, тест публика је у великој мери желела да она преживи, па су продуценти променили заплет.
У време када јој је понуђена улога у Ургентном центру, такође јој је била понуђена продужена улога у Одељењу за убиства, након појављивања у две епизоде раније ове године.
Тада непознати глумац Џорџ Клуни, који је снимио пилот епизоду са Џулијаном, позвао ју је да јој каже да је чуо да продуценти говоре да би њен лик могао постати сталан. Подстицао ју је да размисли да сачека да је позову продуценти и да не прихвати други посао. Клуни је био у праву, а Џулијана је добила улогу у Ургентом центру 1994. године.
Остала је у серији шест сезона до 2000. и вратила се у серију у једној епизоди током последње сезоне 2009. године. Освојила је награду Еми за најбољу споредну глумицу у драмској серији 1994. и била је номинована за награду Еми сваке године током њеног учешћа у серији Ургентни центар. Једини је редован члан серије који је освојио Емми награду. Такође је четири пута била номинована за награду Златни глобус током трајања серије.
Њен рад након Ургентног центра укључивао је филмове из 2002. Evelyn, са Пирсом Броснаном, и Брод духова, са Габријелом Берном. Глумила је Моргану, протагонисткињу и нараторку мини серије The Mists of Avalon (2001) и учествовала је у документарном филму У потрази за Дебром Вингер (2002).
Године 2004. гостовала је две епизоде у четвртој сезони хумористичне серије Стажисти као Нина Бродерик, бескрупулозна адвокатица која тужи Турка и има кратку везу са Џеј Дијем. Исте године је глумила у још једној мини серији The Grid. У априлу 2006. појавила се у четири епизоде шесте сезоне ХБО криминалистичке драмске серије Породица Сопрано, глумећи агента некретнина Џулијану Скиф. У августу 2006. појавила се заједно са Семјуелом Л. Џексоном у акционом филму Змије у авиону, као стјуардеса Клер Милер. У децембру 2006. играла је Џенифер Блум у мини-серији The Lost Room.
Године 2009, након што се вратила се у Ургентни центар за једну епизоду током 15. и последње сезоне, почела је да глуми у драмској серији Добра жена. Глумила је Алисију Флорик, адвокатицу која се враћа правној пракси након што је њен супруг Питер Флорик (којег глуми Крис Нот) дао оставку на место државног тужиоца Илиноиса због скандала о сексу и корупцији. За серију је освојила две Еми награде и  награду Златни глобус. Од треће сезоне, 2011. године, била је и продуцент серије. Серија је завршена у мају 2016. године.
У новембру 2019. године гостовала је у драмској серији Милијарде.
У децембру 2020. придружила се другој сезони Apple TV+ драмске серије Јутарњи шоу са Џенифер Анистон и Рис Витерспун.

### Књижевна каријера
Објавила је сликовницу за издавачку кућу Random House Children's Books у мају 2016. године, под насловом Три магична балона. Књига је заснована на причи коју је глумичин отац, Пол Маргулис, написао за њу и њене сестре.
У октобру 2020, објавила је на свом Инстаграму да пише аутобиографију Sunshine Girl: An Unexpected Life, коју је објавио Ballantine Books. Првобитно је намеравала да напише глумачки приручник о бонтону на сету, али је уместо тога написала мемоаре. Књига описује њено номадско детињство и пут до глумице. Њена књига је објављена 4. маја 2021. године.

## Лични живот
Од 1991. до 2003. године Џулијана Маргулис је била у вези са глумцем Роном Елдардом, кога је упознала на часовима глуме.
Џулијана Маргулис се 10. новембра 2007. удала за адвоката Кита Либертала, сина академика Кенета Либертала, у Леноксу у Масачусетсу. Имају сина Киерана Линдсија Лиебертала, који је рођен 2008. године. Живе на Менхетну.

## Филмографија

### Филм
| Година | Наслов                      | Улога         | Напомене |
| ------ | --------------------------- | ------------- | -------- |
| 1991   | У потрази за правдом        | Рика          |          |
| 1997   | Traveller                   | Џин           |          |
| 1997   | Paradise Road               | Топси Мерит   |          |
| 1998   | The Newton Boys             | Луис Браун    |          |
| 1998   | A Price Above Rubies        | Рејчел        |          |
| 1999   | The Big Day                 | Сара          |          |
| 2000   | What's Cooking?             | Карла         |          |
| 2000   | Dinosaur                    | Нира          | глас     |
| 2002   | The Man from Elysian Fields | Дена          |          |
| 2002   | Evelyn                      | Бернадет Бити |          |
| 2002   | Брод духова                 | Морин Епс     |          |
| 2005   | Slingshot                   | Карен         |          |
| 2006   | The Darwin Awards           | Карла         |          |
| 2006   | The Armenian Genocide       | наратор       |          |
| 2006   | Змије у авиону              | Клер Милер    |          |
| 2006   | Beautiful Ohio              | Гђа. Кубано   |          |
| 2009   | City Island                 | Џојс Ризо     |          |
| 2011   | No Job for a Woman          | наратор       |          |
| 2012   | Stand Up Guys               | Нина Херш     |          |
| 2016   | The Last Gold               | наратор       |          |
| 2017   | The Upside                  | Лили Фоли     |          |
| 2017   | Three Christs               | Рут           |          |

### Телевизија
| Година          | Наслов                         | Улога                | Напомене                                      |
| --------------- | ------------------------------ | -------------------- | --------------------------------------------- |
| 1993            | Убиство, написала је           | Рејчел Новаро        | Епизода: "Murder at a Discount"               |
| 1993            | Ред и закон                    | Рут Мендоза          | Епизода: "Conduct Unbecoming"                 |
| 1994            | Одељење за убиства             | Линда                | 2 епизоде                                     |
| 1994–2000, 2009 | Ургентни центар                | Керол Хатавеј        | главна улога                                  |
| 1995            | The Larry Sanders Show         | себе саму            | Епизода: "Larry's on Vacation"                |
| 1998            | Елен                           | Елен Скрин Тест #5   | Епизода: "Ellen: A Hollywood Tribute: Part 1" |
| 2000            | Уживо суботом увече            | водитељ              | Епизода: "Julianna Margulies / DMX"           |
| 2001            | The Mists of Avalon            | Моргана              | главна улога; мини серија                     |
| 2001            | Jenifer                        | Џениферин психијатар | ТВ филм                                       |
| 2003            | Hitler: The Rise of Evil       | Хелен Ханфштенгл     | 2 епизоде                                     |
| 2004            | Стажисти                       | Нина Бродерик        | 2 епизоде                                     |
| 2004            | The Grid                       | Марен Џексон         | главна улога                                  |
| 2006            | The Lost Room                  | Џенифер Блум         | главна улога                                  |
| 2006–2007       | Породица Сопрано               | Џулијана Скиф        | 4 епизоде                                     |
| 2008            | Canterbury's Law               | Елизабет Кантбери    | главна улога; продуцент                       |
| 2009–2016       | Добра жена                     | Алисија Флорик       | главна улога; продуцент (сезоне 3–7)          |
| 2010            | Улица Сезам                    | Др. Бергер           | Епизода: "Big Bird Sprains His Wing"          |
| 2014            | Makers: Women Who Make America | наратор              | Епизода: "Women in Business"                  |
| 2017            | Nightcap                       | саму себе            | Епизода: "Out of the Box"                     |
| 2018            | Dietland                       | Кити Монтгомери      | главна улога                                  |
| 2019            | The Hot Zone                   | Ненси Џекс           | главна улога                                  |
| 2020            | Милијарде                      | Катарина Брант       | 3 епизоде                                     |
| 2021–данас      | Јутарњи шоу                    | Лора Петрсон         | главна улога (сезона 2–данас)                 |

### Позориште
| Година | Наслов                       | Улога     | Позориште                    | Ref.   |
| ------ | ---------------------------- | --------- | ---------------------------- | ------ |
| 1999   | Вагинини монолози            | Перформер | Westside Theatre             | [ 29 ] |
| 2003   | The 24 Hour Plays 2003       | Моли      | American Airlines Theatre    | [ 29 ] |
| 2005   | Escape: 6 Ways to Get Away 2 | Перформер | Circle in the Square Theatre | [ 29 ] |
| 2006   | Festen                       | Хелен     | Music Box Theatre            | [ 29 ] |
| 2006   | The 24 Hour Plays 2006       | Едријен   | American Airlines Theatre    | [ 29 ] |